# Stephen Flynn (Politiker, 1988)

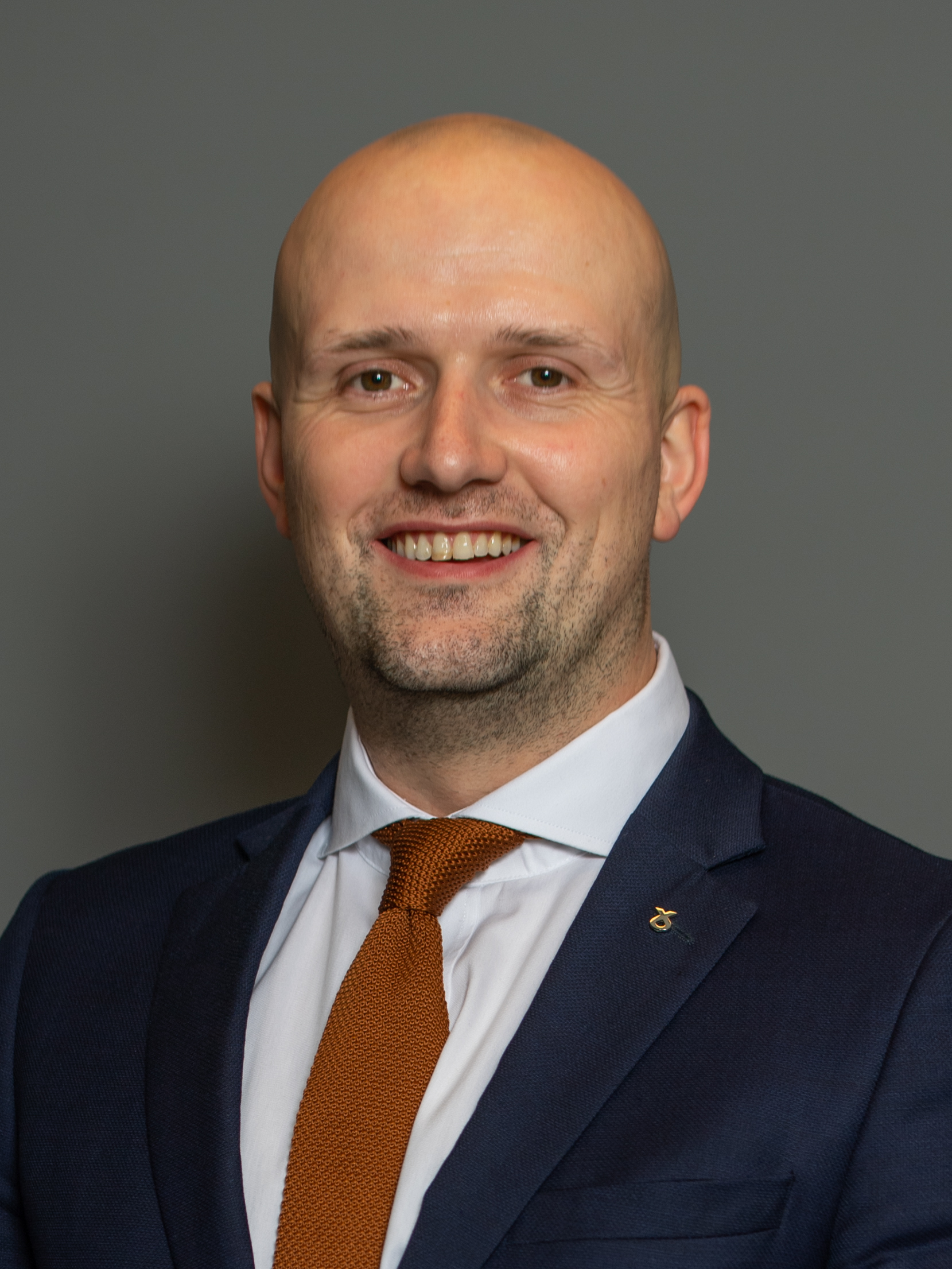
Stephen Flynn

Stephen Mark Flynn (* 13. Oktober 1988 in Dundee) ist ein britischer Politiker. Er ist seit der Unterhauswahl 2019 Abgeordneter für Aberdeen South und führt seit Dezember 2022 als Nachfolger von Ian Blackford die Gruppe der Scottish National Party (SNP) im Parlament.

## Leben
Flynn wurde in Dundee geboren und besuchte Schulen in Brechin und Dundee. An der University of Dundee erlangte er Abschlüsse als Master in Geschichte, Politik, internationalen Sicherheitsstudien und Schifffahrtsmanagement.

## Politische Ämter
Flynn wurde im Jahr 2015 in den Stadtrat (City Council) von Aberdeen gewählt. Er war von 2016 is 2019 Fraktionsvorsitzender der SNP in diesem Gremium.
Bei der Unterhauswahl des Jahres 2019 folgte er als Kandidat der SNP im Wahlkreis Aberdeen South Callum McCaig, der nicht wieder kandidierte. Mit 44,7 Prozent der Stimmen gewann er den Wahlkreis, der bei der Wahl 2017 noch mit 42,1 Prozent an den konservativen Bewerber gegangen war, für die SNP.
Er wurde Sprecher für Haushalt und Finanzen seiner Fraktion. Im Februar 2021 stieg er in den Führungszirkel der SNP im Unterhaus („front bench“) auf und wurde für wirtschaftspolitische Fragen zuständig.
Nach der Ankündigung von Ian Blackford, als Führer der SNP im Unterhaus zurückzutreten, bewarb sich Flynn um dieses Amt und wurde am 6. Dezember 2022 mit einer Mehrheit von 26 zu 17 Stimmen gewählt. Ihm unterlag Alison Thewliss, die als Vertraute von Parteichefin Nicola Sturgeon galt.
Nach der Unterhauswahl vom Juli 2024, bei der die SNP 39 ihrer vormals 48 Parlamentssitze verlor, wurde er von den verbliebenen 9 Abgeordneten im Amt bestätigt. Er hatte das Mandat in seinen Wahlkreis mit einer deutlich verminderten Mehrheit wieder gewinnen können. Sie betrug 3758 Stimmen. Er erhielt 15213 Stimmen (32,8 %), während der Labour Bewerber auf 11455 (24,7 %) und der Kandidat der Conservatives an dritter Stelle auf 11300 (24,4 %) Stimmen kam.